# 松籟科学技術振興財団
公益財団法人松籟科学技術振興財団（しょうらいかがくぎじゅつしんこうざいだん、Shorai Foundation For Science And Technology）とは、科学技術の基礎研究・振興などに功績ある研究者を助成することを目的に設立された公益法人。元文部科学省所管。

## 概要
ハリマ化成グループ株式会社の創業者、長谷川末吉（はせがわすえよし）名誉会長が、1982年（昭和57年）に科学技術功労者賞を受賞したことを記念して、翌1983年（昭和58年）にハリマ化成から基本財産の拠出を受けて設立された。
1983年度に第1回7名の研究者に研究助成金を贈呈して以来、第38回（2018年度）には21名に総額2100万円を贈呈した。これまでの研究助成者数は総計で677名、助成額は累計で7億3900万円に達する。
2001年にノーベル化学賞を受賞した野依良治博士（第4回，1986年度研究助成）、2010年にノーベル化学賞を受賞した鈴木章博士（第9回、1991年度研究助成）が研究助成を受けている。
『行列のできる法律相談所』などのテレビ番組に出演する弁護士の住田裕子は兵庫県加古川市の出身で、ハリマ化成が兵庫県加古川市を本拠地とすることから、2006年（平成18年）より松籟科学技術振興財団の監事に就任している。

## 沿革
1983年（昭和58年）3月1日 - 播磨化成工業株式会社（現、ハリマ化成グループ株式会社）から基本財産の拠出を受け設立。

## 活動内容
- 科学技術に関する調査・研究に対する助成（研究助成事業）
- 科学技術に関する国際交流に対する援助（国際研究集会派遣事業）
- その他、当財団の目的を達成するために必要な事業

## 本部所在地
- 大阪府大阪市中央区今橋4丁目4番7号